# Paix de l'Église
Pour les articles homonymes, voir Paix de l'Église (homonymie).
La Paix de l'Église est une période de tolérance envers la religion chrétienne instaurée par l'Édit de Milan par les empereurs Constantin Ier et Licinius en avril 313.
Cette période est analogue à la petite paix de l'Église entre 260 (édit pacificateur de Gallien qui abroge l'édit de persécution de Valérien de 257) et 303 (déclenchement de la persécution de Dioclétien).
Avec la «  Paix de l'Église » commence l'âge d'or des Pères de l'Église qui s'accompagna d'une réinterprétation de la philosophie, notamment celle de Platon, dans le sens de la nouvelle religion, et de l'utilisation de nombreux motifs mythiques du monde ancien pour l'inculturation du christianisme dans le respect de la tradition apostolique.
L'époque fut propice aux débats théologiques qui suscitèrent des controverses passionnées sur la nature du Christ.